# Dyplom październikowy
Dyplom październikowy (niem. Oktoberdiplom) – akt prawny wydany w 1860 i reformujący Cesarstwo Austrii.
Dyplom październikowy został wydany 20 października 1860. Autorem dokumentu, wydanego przez cesarza Franciszka Józefa, był hr. Agenor Gołuchowski i jego współpracownicy, m.in. hr. Antoni Szécsen. Dyplom stanowił normę konstytucyjną, oktrojowaną przez monarchę.
Dyplom dzielił władzę ustawodawczą na ogólnopaństwową, wykonywaną przez cesarza przy współudziale Rady Państwa (dotąd organ doradczy cesarza), oraz krajową, wykonywaną przez cesarza przy współudziale sejmów krajowych. Członkowie Rady Państwa pochodzić mieli z wyborów pośrednich (wskazywani przez sejmy krajowe). Dyplom przyznawał Radzie Państwa ograniczone zadania, pozostałe – w drodze tzw. domniemania kompetencji pozostawiając sejmom krajowym.
Ta daleko idąca reforma federalistyczna nie została jednak utrwalona. Sprzeciwiali się jej Węgrzy oraz koła niemiecko-liberalne. Kilka miesięcy później wydany został Patent lutowy, formalnie stanowiący akt wykonawczy w stosunku do dyplomu październikowego, faktycznie jednak znacząco zmieniający ustrój państwa.

## Literatura
- O. Balzer, Historya ustroju Austryi w zarysie, Lwów 1899, s. 485-487.